# Mendesella magna
Mendesella magna är en stekelart som beskrevs av Whitfield och Mason 1994. Mendesella magna ingår i släktet Mendesella och familjen bracksteklar. Inga underarter finns listade i Catalogue of Life.